# Archéoparc de Vogelherd
L'archéoparc Vogelherd est un parc archéologique et un archéosite établi autour de la grotte de Vogelherd. Le parc archéologique est situé dans la vallée de la Lone, massif du Jura souabe, près de Stetten ob Lontal, un quartier de la ville de Niederstotzingen, arrondissement d'Heidenheim, dans le Bade-Wurtemberg.
Le début des travaux de construction de l'archéoparc a eu lieu le 12 janvier 2012 et son inauguration a été effectuée le 1er mai 2013,. De mai 2013, lors de son ouverture, jusqu'à mai 2018, le parc thématique a reçu en moyenne 24 000 visiteurs par an — soit un total d'environ 120 000 personnes sur 5 ans,.
Outre un espace extérieur comportant des zones d’attractions et un accès à la grotte Vogelherd, l'archéoparc comprend un centre d’information et de visite dans lequel deux figurines issues du site préhistorique font l'objet d'une exposition permanente. L'aménagement du parc archéologique présente la grotte Vogelherd conjointement aux autres principaux sites préhistoriques de la vallée de la Lone,,,,.
Le parc archéologique fait partie du bien culturel Grottes et art de la période glaciaire dans le Jura souabe inscrit au patrimoine de l'Unesco en 2017 et qui est composé de six cavernes ainsi que des pièces d'art mobilier qu'elles ont livrées.
La direction et la conservation du site sont assurées par l'archéologue américain Nicholas J. Conard, l'archéologue allemande Ewa Dutkiewicz, l'université Eberhard-Karl et l'Institut pré- et protohistorique de Tübingen,.

## Contexte géographique et topographique
| - OpenStreetMap Plan au sol du parc archéologique et de son environnement. |

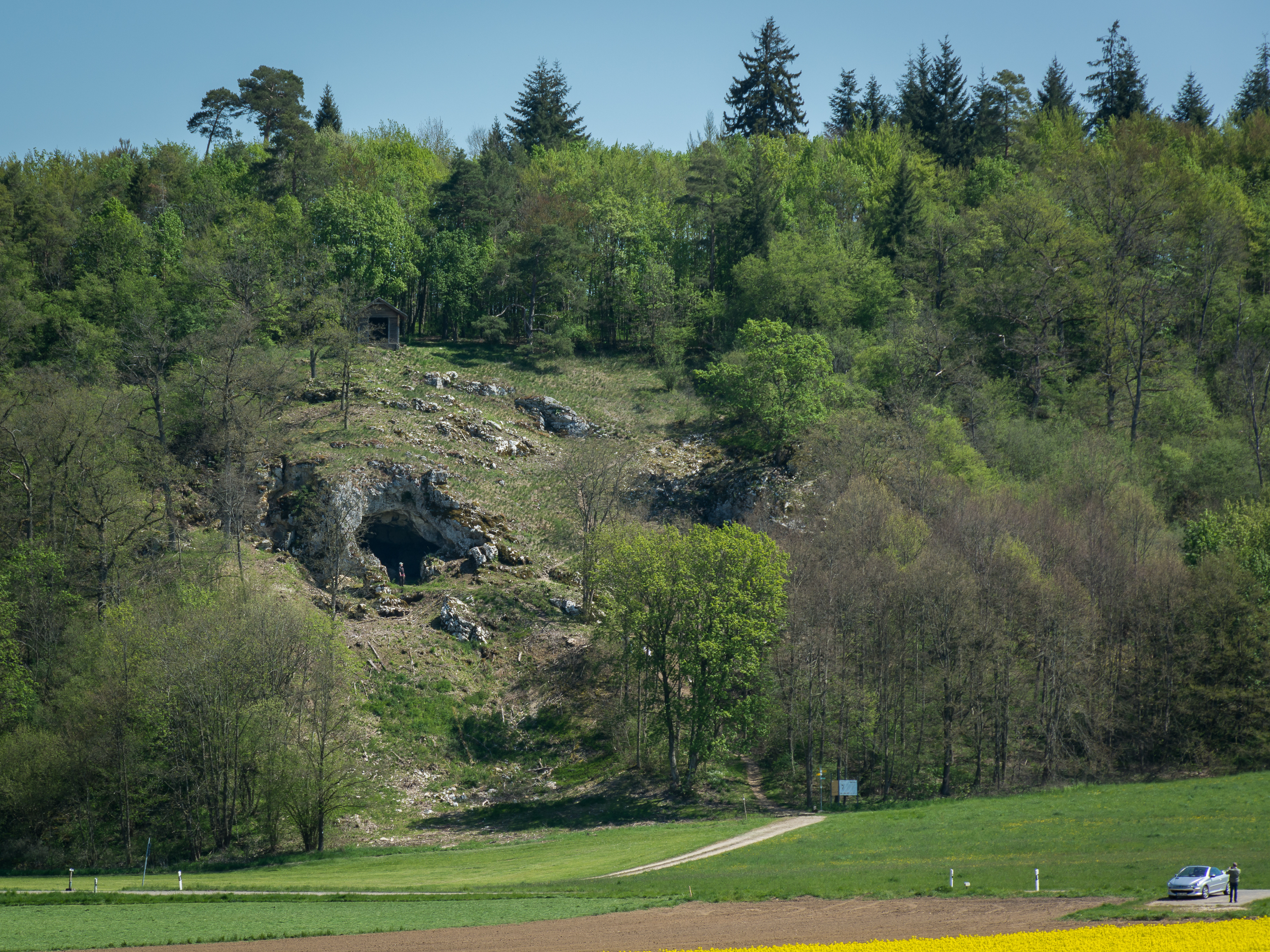
Panorama de la vallée de la Lone.

Le parc archéologique de Vogelherd est situé dans le quartier de Stetten Ob Lontal, un quartier de la ville de Niederstotzingen, arrondissement d'Heidenheim, dans le Land du Bade-Wurtemberg,,,. Le parc archéologique, comme la grotte qui  se trouve à une distance d'environ 30 km de la ville d'Ulm, en axe nord-ouest. L'archéoparc est établi dans la vallée de la Lone, à 1 km en axe nord-ouest des rives de ce cours d'eau,,. Le parc archéologique de Vogelherd se déploie au sein du massif du Jura souabe, dans sa partie orientale,,,,.
L'archéoparc est établi au sein d'un territoire faisant partie de la vallée de la Lone — l'« élément 2 » du bien patrimonial Grottes et l’art de la période glaciaire dans le Jura souabe, élément d'une superficie de 190,4 ha pour 391,9 ha de zone tampon. Ce territoire s'étend sur 3 km et comprend une partie du fond et des versants de la vallée. Ce territoire se prolonge jusqu'à la limite du plateau avoisinant. Relativement étroite, la majeure partie de la dépression formée par le lit de la Lone se déploie sur une largeur de 200 m, la largeur de cette vallée fluviale pouvant atteindre, en certains points, jusqu'à 500 m. Les versants de la vallée s'élèvent jusqu'à un maximum de 30 m de dénivelé. L'environnement de la vallée de la Lone, à caractère rural, est composé de parcelles cultivées au niveau de son fond et de pentes recouverts de massifs forestiers. La vallée de la Lone, qui s'étend sur une longueur de 50 km, commence après la ville de Geislingen et se remine au niveau de la Brenz. Le cours de la Lone coupe et alimente un vaste plateau formé au cours du Jurassique. Ce plateau se développe entre les villes d'Ulm et de Geislingen, et atteint une cote moyenne d'environ 1 000 m,.
L'accès au parc se fait par la voie Hanns-Voith-Weg, via la route L1168,,. Le Neandertalerweg, un chemin de randonnée pédestre de 11,5 km de long relie l'archéoparc de Vogelherd à la grotte de Bockstein, en passant par celle de Hohlenstein-Stadel.

## Historique

### Découvertes et fouilles des grottes du Jura souabe

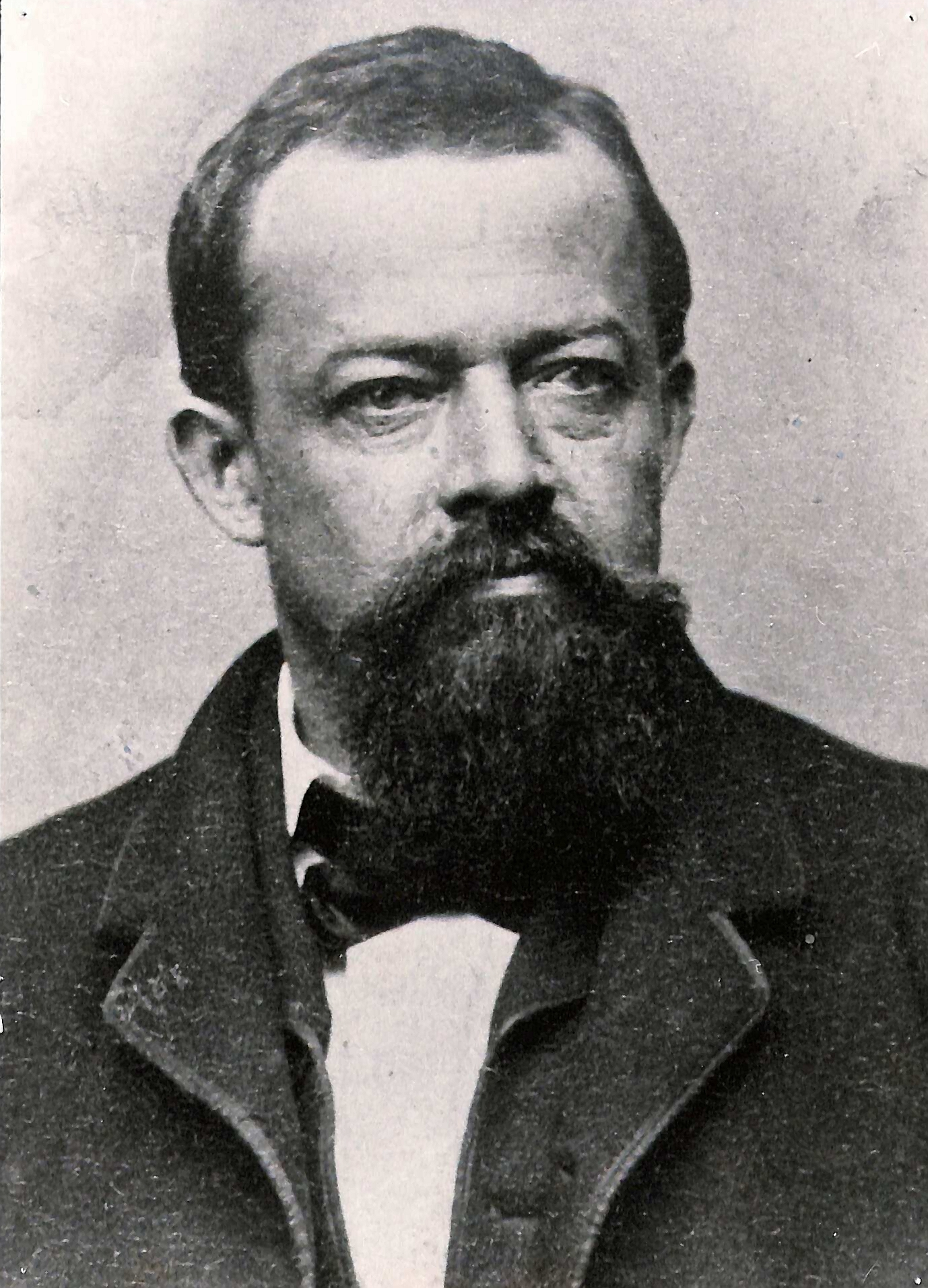
Le géologue et naturaliste Oscar Fraas.

Les premières investigations archéologiques ont été entreprises dans la vallée de la Lone en 1861 ou 1862 par Oskar Fraas (de), sur le site de la grotte de Hohlenstein-Stadel — mais également au sein de la Bärhenhöle — avec la mise au jour de fossiles appartenant à des spécimens d'ours des cavernes,,,. Ultérieurement, dès la seconde moitié des années 1860, les mobiliers archéologiques mis au jour dans la caverne d'Holenstein-Stadel indiquèrent aux archéologues l'existence possible d'autres établissements préhistoriques locaux et de nouvelles prospections furent alors menées dans la grotte d'Hohle Fels en 1871 et puis dans celle de Bockstein en 1879, et 1883-1884,,,.
Dès le début du XXe siècle, la caverne de Sirgenstein — en 1906 et 1907, par l'archéologue et préhistorien Robert Rudolf Schmidt (de) —, fait à son tour l'objet d'excavations, de sondages et de fouilles,.
La grotte de Vogelherd est découverte en mai 1931 par l'historien et dialectologue régional Hermann Mohn. Le site préhistorique de Vogelherd est ensuite prospecté puis excavé par Gustav Riek au cours de l'été de la même année.
Dans la première moitié des années 1930, puis en 1953 et en 1956, la grotte de Bocktein est à nouveau fouillée.
Dans les années 1950 et première moitié des années 1960, plusieurs opérations d'explorations sont conduites dans différents sites préhistoriques de la vallée de la Lone sous la direction du paléontologue Robert Wetzel,.
La grotte de Geißenklösterle, a, quant à elle, été mise au jour dans la seconde moitié des années 1950 et fouillée à partir de la première moitié des années 1970, en 1973 par Eberhard Wagner, puis par l'archéologue et paléo-préhistorien Joachim Hahn entre 1974 et 1991,,,.
Dans les années 2000, les grottes de Vogelherd et de Geißenklösterle font l'objet de campagnes de fouilles. Ces travaux sont menés sous la direction de l'archéologue Nicholas J. Conard,,.

### Projet
Le projet d'étude de l'archéoparc est initié le 10 mai 2005. L'étude de faisabilité de la réalisation de l'archéoparc est entamée le 5 décembre.
Le 1er août 2006, le conseil municipal de la ville de Niederstotzingen présente les résultats de l'étude de faisabilité du projet. Le projet est alors intitulé Steinzeit am Vogelherd.
Les bases du projet de construction du parc archéologique sont déterminées entre décembre 2006 et décembre 2006 et mars 2007.
Le budget du parc archéologique est soumis et voté par la ville de Niederstotzingen en 2008. Il s'élève à hauteur de 1,8 million € à charge de la commune. L'année suivante, le projet est présenté au gouvernement du Bade-Wurtemberg. L'implantation du site est définie la même année. Les fonds permettant la construction de l'archéoparc sont acceptés par le gouvernement.
En raison des dépenses trop importantes occasionnées par le budget, la majeure partie des habitants de Niederstotzingen s'opposent à la construction du parc archéologique et le 18 janvier 2011 la municipalité stoppe le projet. Le budget est alors révisé et plusieurs des postes comptables de dépense sont revus à la baisse.

### Construction et inauguration du parc

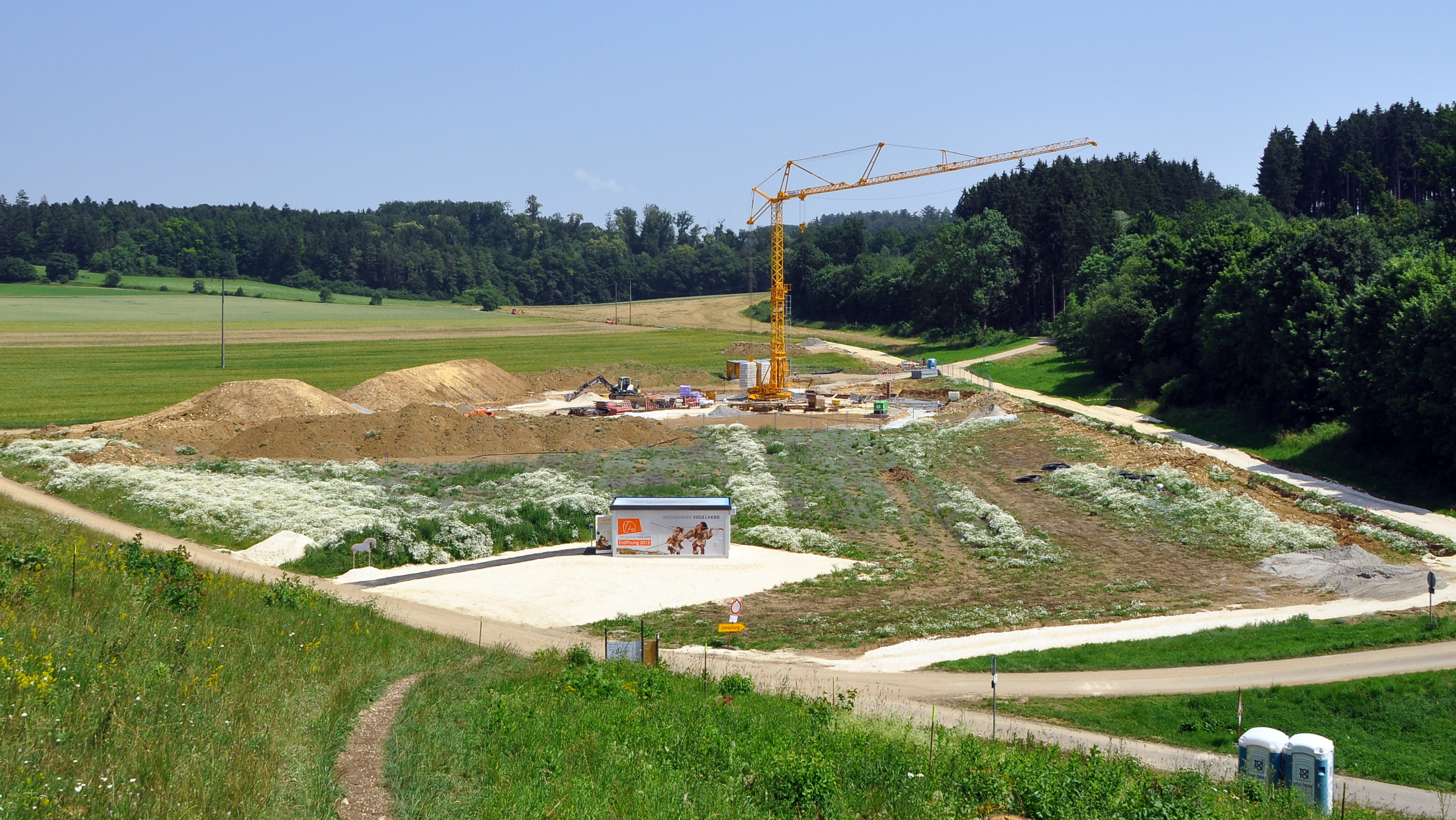
Chantier de construction du parc archéologique juin 2012.

En date du 5 juillet 2011, le cabinet d'architecture Ritter Jockisch, basé à Munich, est choisi par le conseil municipal pour concevoir les structures de l'archéoparc,.
Les travaux de construction débutent le 13 janvier 2012. En raison des économies budgétaires effectuées en 2011, le bâtiment principal du parc est construit en béton et en verre et s'inscrit demi-cercle à flanc de relief.
Le parc est inauguré en date du 1er mai 2013,.

### Inscription au patrimoine mondial et développement ultérieur
Un projet de candidature de plusieurs sites préhistoriques du Jura souabe et des objets d'art qui leur sont associés est lancé en 2009. Au début des années 2010, un examen et une sélection sont réalisés par un groupe de travail délégué au monuments historiques du Baden-Württemberg. En 2017, les six cavernes, les pièces d'art mobilier qui y ont été retrouvées, ainsi que le parc archéologique qui vient compléter le bien culturel sont inscrits au patrimoine mondial de l'humanité par l'UNESCO dans un ensemble intitulé  « Grottes et art de la période glaciaire dans le Jura souabe »,.
En septembre 2018, deux répliques de mammouths, réalisées en taille réelle, sont implantées dans le parc. Les deux sculptures sont faites en bois.

## Caractéristiques

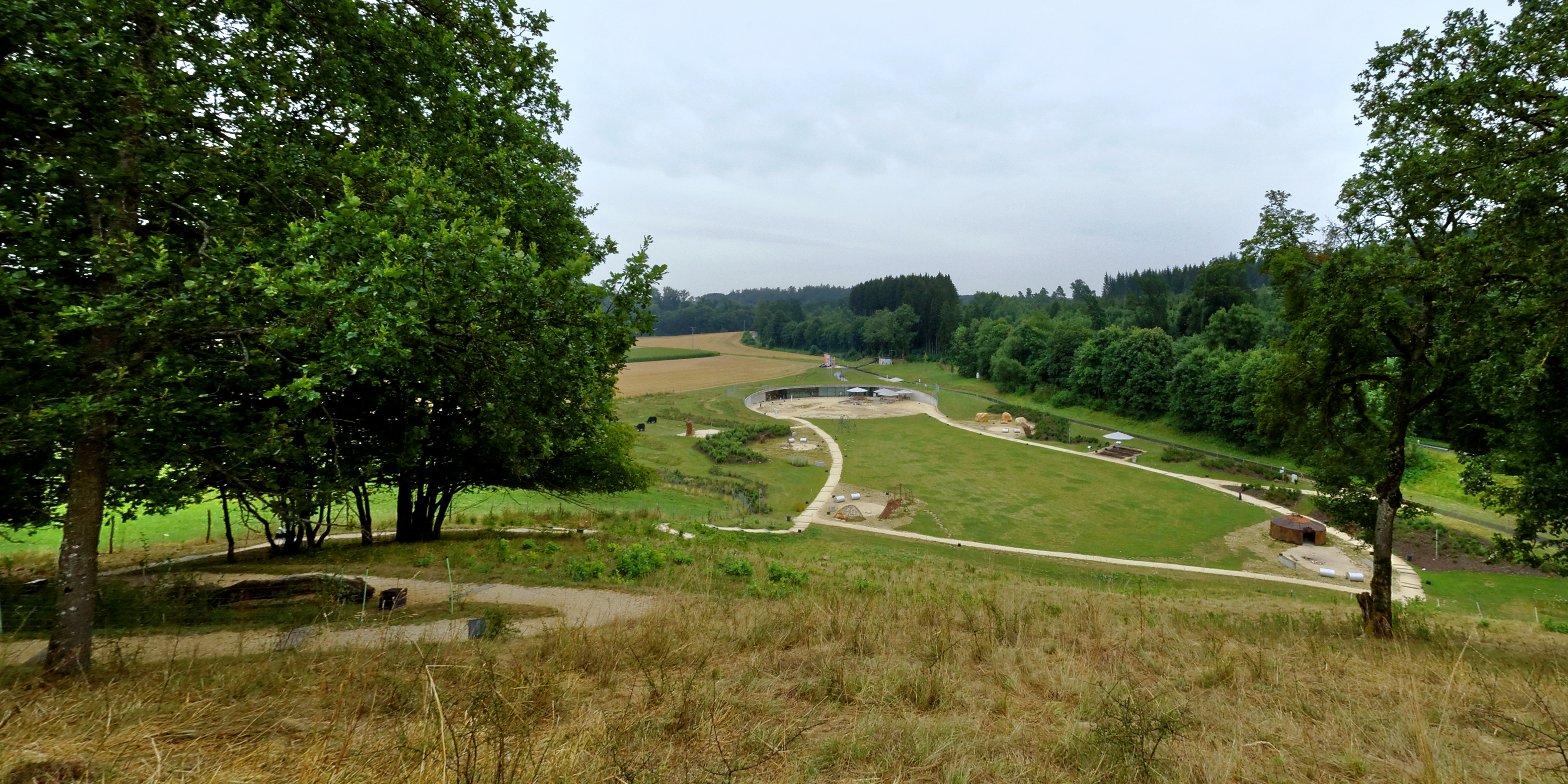
Vue d'ensemble de l'archéoparc de Vogelherd.

Le parc archéologique s'étend sur 3,5 ha. La surface de terrains constructibles prévue dans le projet d'aménagement de l'archéoparc est supérieure à 5 ha,.
Le site dispose d'une surface hors œuvre brute (SHOB) de 544 m2 et d'une surface hors œuvre nette (SHON) de 377 m2. Le volume total des bâtiments construits au sein du parc archéologique est de 1 900 m3.
Sur une période de cinq ans, entre mai 2013 et mai 2018, le complexe de Vogelherd a accueilli en moyenne 24 000 visiteurs par an, soit un total d'environ 120 000 personnes,. 80% des visiteurs sont issus du Bade-Wurtemberg et 20% viennent d'autres Lander ou de pays étrangers. Sur place, 20 guides culturels spécialisés dans le domaine de l'archéologie accompagnent et informent les visiteurs (groupes, familles, etc.).

## Description

### Grotte de Vogelherd

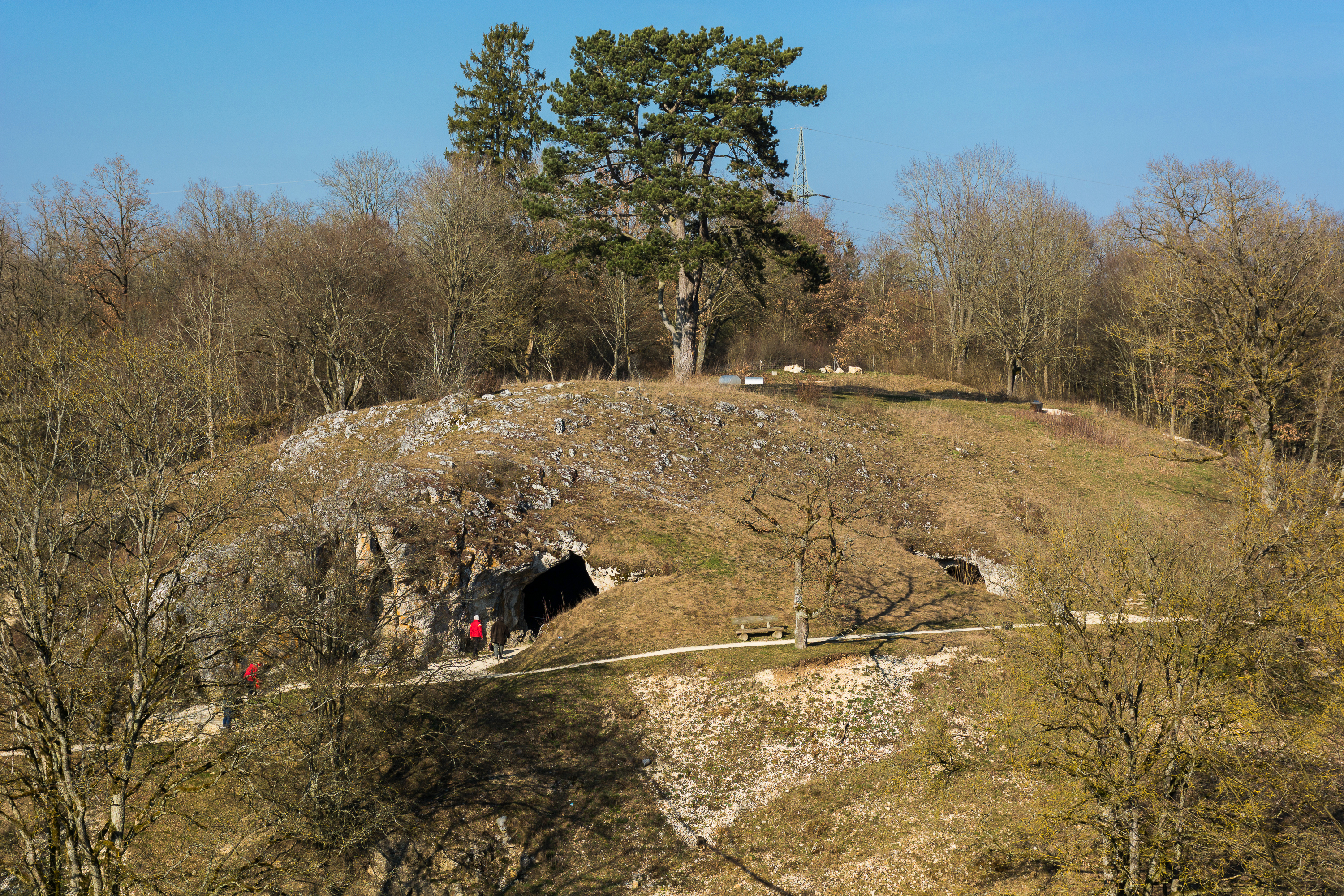
Vue panoramique de la Vogelherd.

La Vogelherd présente un plan au sol sous la forme d'un Y,,,. Elle recouvre une surface totale de 170 m2,. La grotte est orientée selon un axe nord-ouest/sud-est.
La cavité est creusée de trois galeries reliées dans l'aire centrale. Les galeries mesurent entre 15 et 25 m de long, tandis que Leurs largeurs s'échelonnent entre un minimum de 2 m et un maximum de 7 m. Leurs voûtes atteignent 2 à 3 m de haut. La chambre principale de la grotte s'étend sur environ 50 m de long.
La Vogelherd est pourvue de trois entrées interconnectées les unes aux autres. Ces trois accès sont aux extrémités sud-est, nord et sud-ouest de la caverne,,.

### Bâtiments et structures
Le parc archéologique a été conçu par le bureau d'architecture munichois Ritter Jockisch,, et le bureau d'architecture paysagère Keller, Damm et Roser.

#### Centre d'accueil et d'information
Le centre d'accueil et d'information est implanté à 200 m en axe sud-est de la grotte,. La construction, intégrée au relief du site et recouverte d'une couche naturelle plantée de graminées sur son côté Est, affecte la forme d'une faucille,. Le bâtiment est entièrement construit en béton armé et grande partie isolé,. L'ensemble des surfaces et des structures porteuses sont coffrées avec des dalles de béton de chaux de béton de ciment de classe SB 2 (moyenne) lié et coloré à la chaux,. Les dalles, aux formes légèrement courbées, sont fixées aux structures de béton armé au moyen de vis,. Ces panneaux, de format standard, mesurent 2,5 × 1,25 m,.
Le centre d'information est aménagé d'un auditorium conçu comme une agora semi-circulaire,. Il est pourvu de marches en dalles de béton qui sont exposées à la lumière,. La façade de l'auditorium, orientée vers l'ouest, vers la Vogelherd, est entièrement constituée de panneaux vitrés,. Le hall du bâtiment comprend deux panneaux fait en plexiglas et qui sont suspendus au plafond,.
Le bâtiment comprend également une salle d'exposition dans laquelle les artefacts sont protégés par du verre blindé,. Ils sont placés au centre de la pièce. La salle d'exposition est aménagée d'un écran mural sur lequel est diffusé des documentaires ayant trait au site et à son histoire,. L'espace interne de la salle est conçu comme celui d'une grotte.

Centre d'accueil et d'information du parc
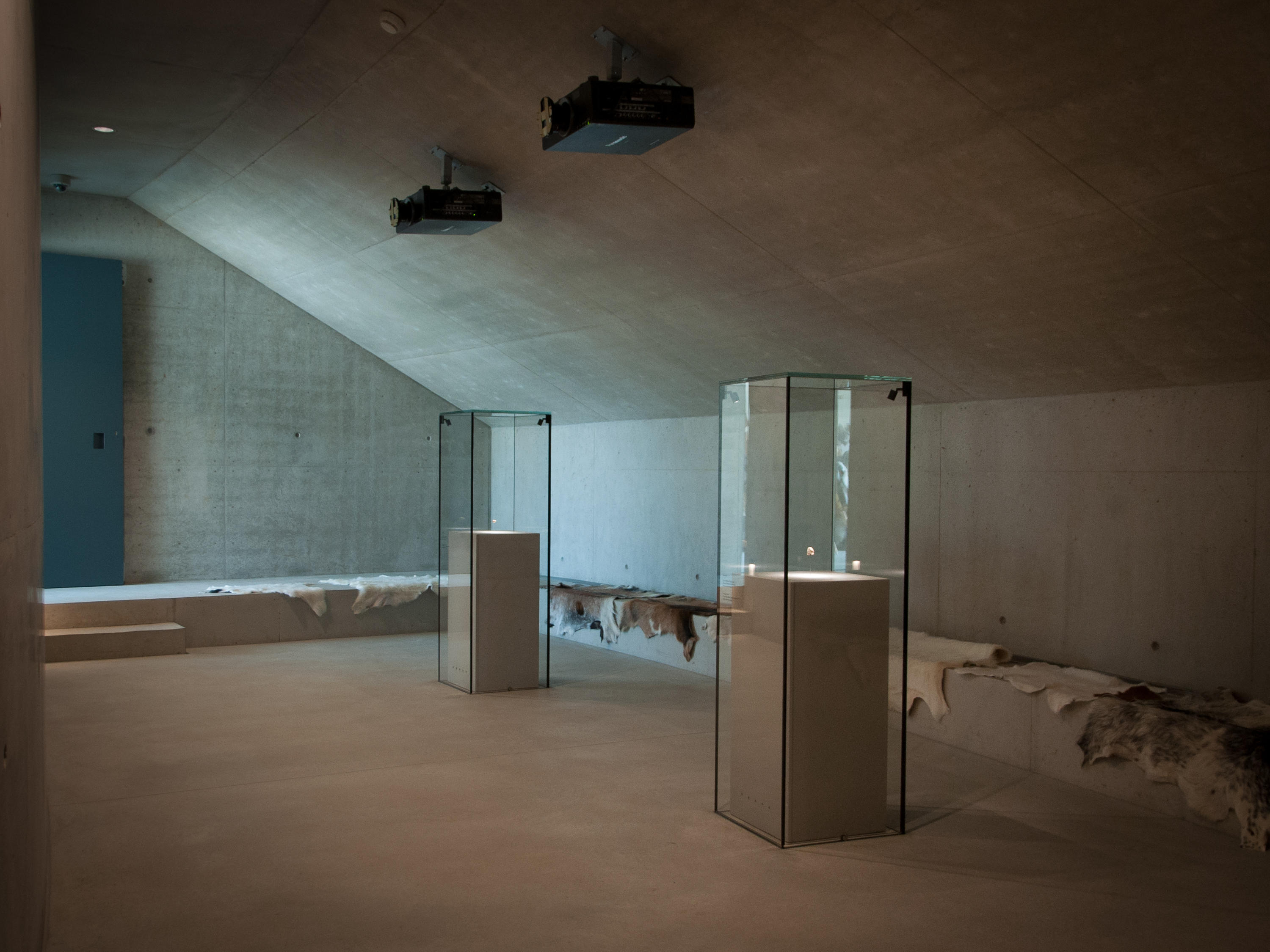
Salle d'exposition.
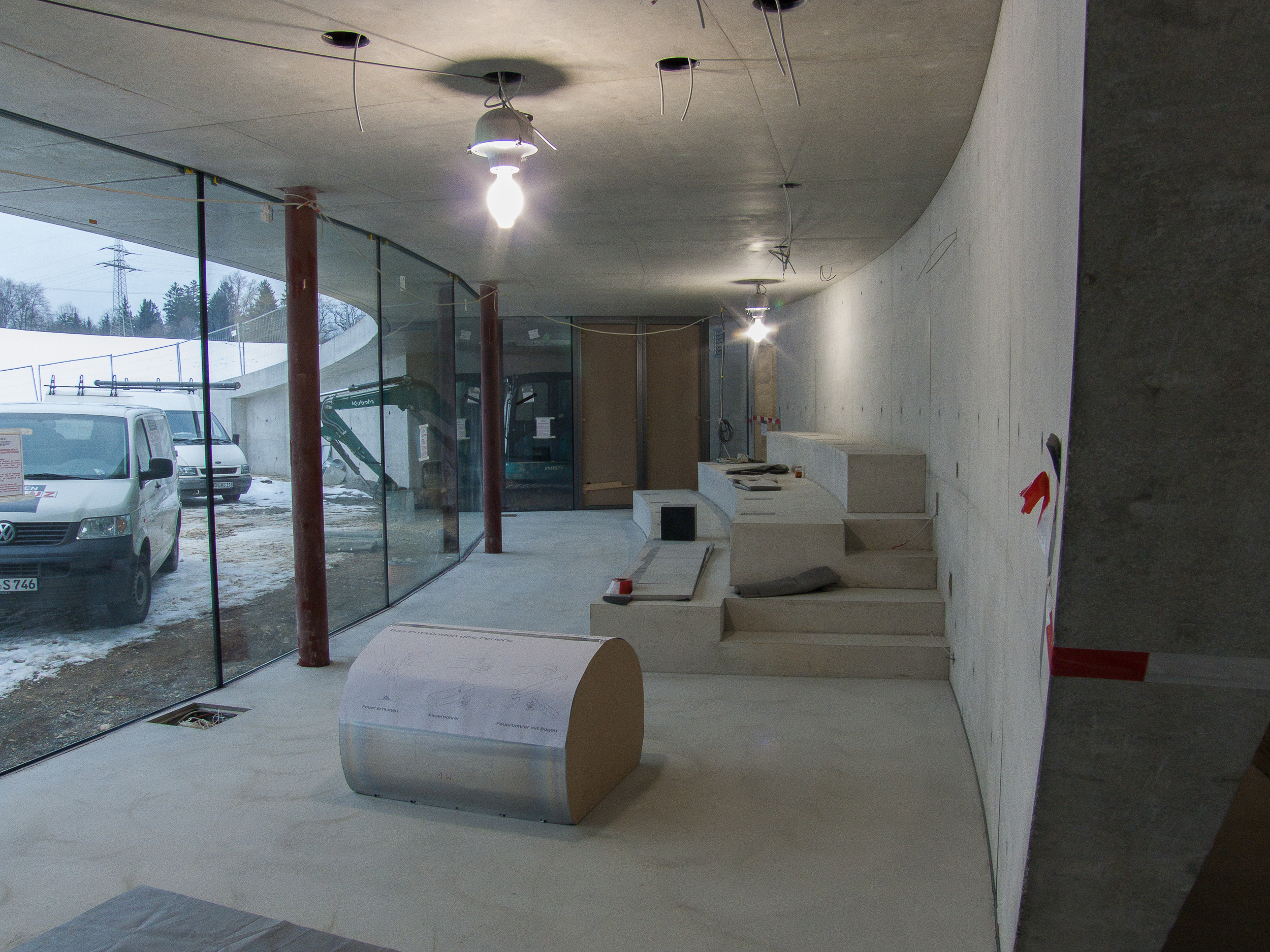
Auditorium lors de la construction du centre.
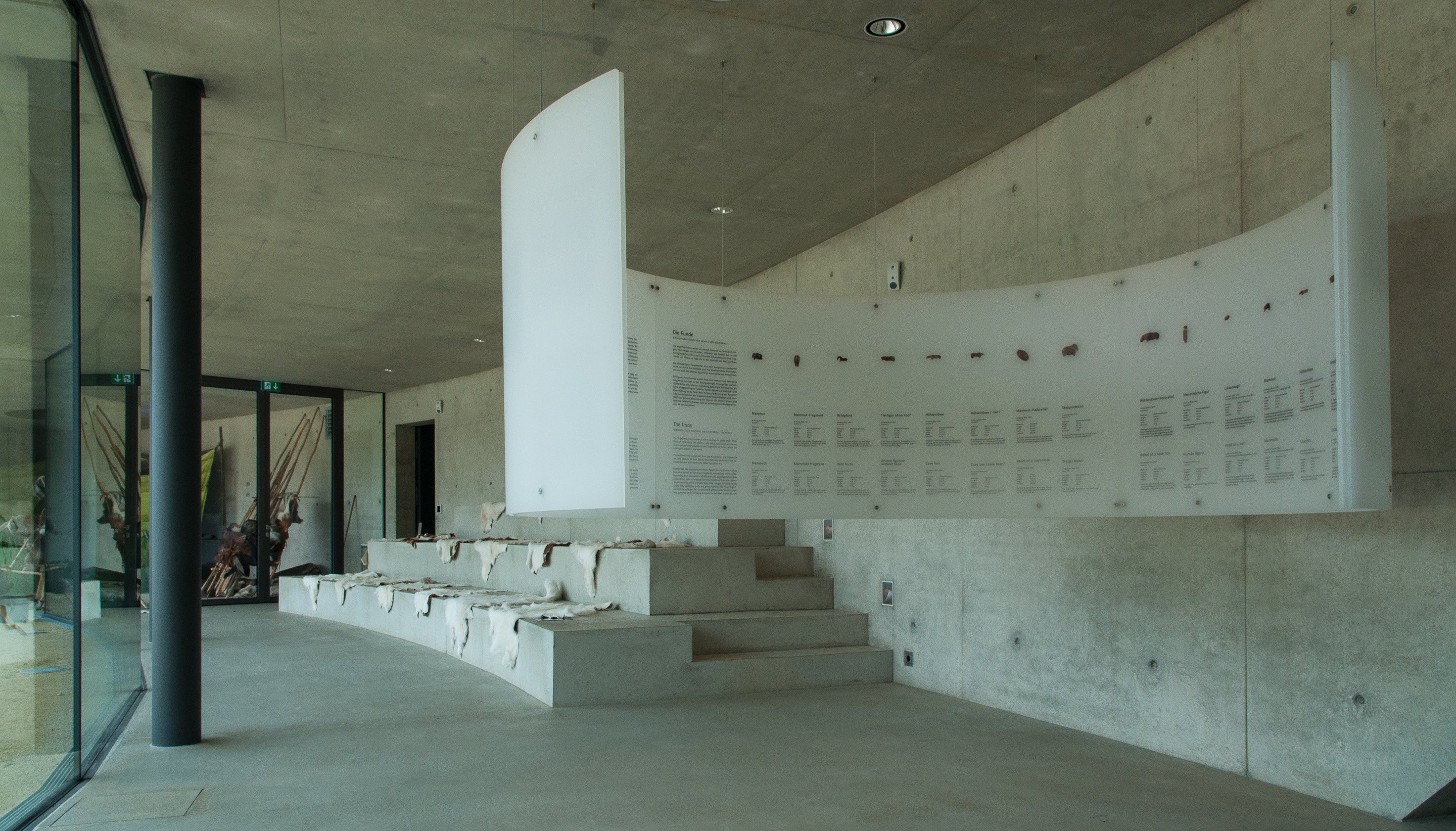
Auditorium.
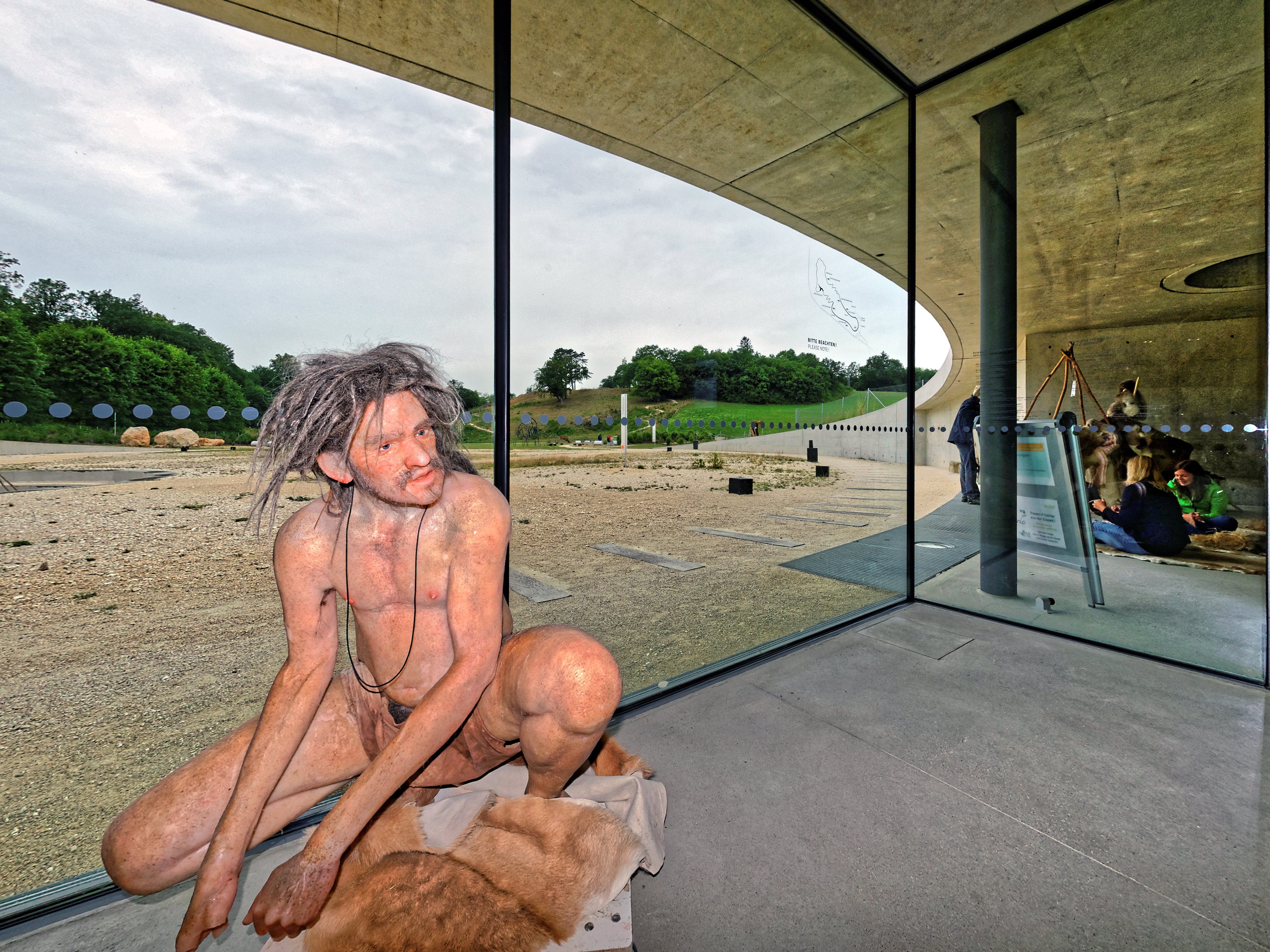
réplique d'Homo sapiens dans la salle d'auditorium.
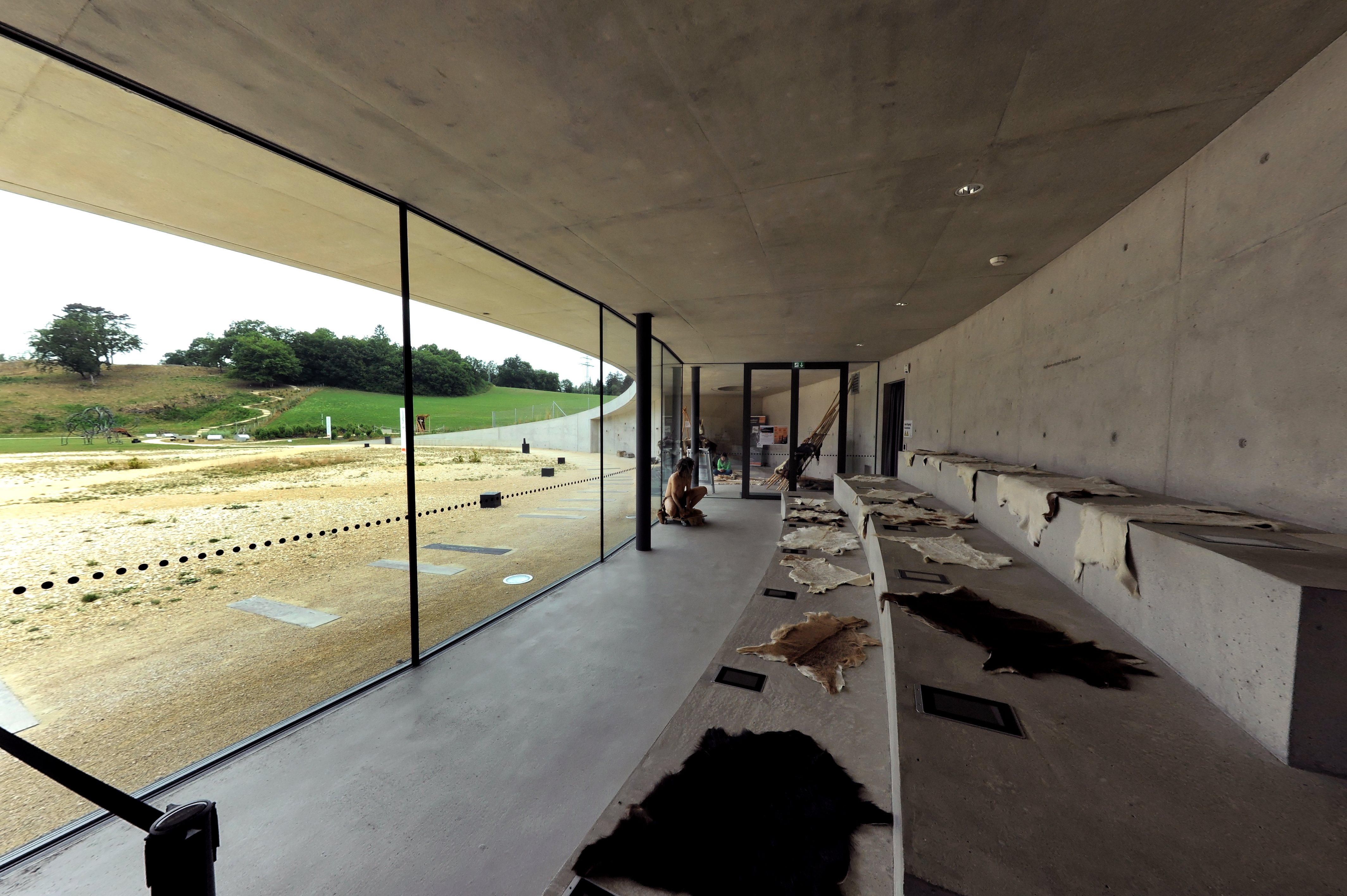
Salle d'auditorium.

#### Autres structures
Le parc archéologique est aménagé d'une cafétéria, d'un parking et de sentiers balisés de pancartes d'information faites en bois,,. Une reconstitution de campement de chasseurs de mammouth a également été construit dans l'enceinte de l'archéoparc,.

## Conservation muséographique

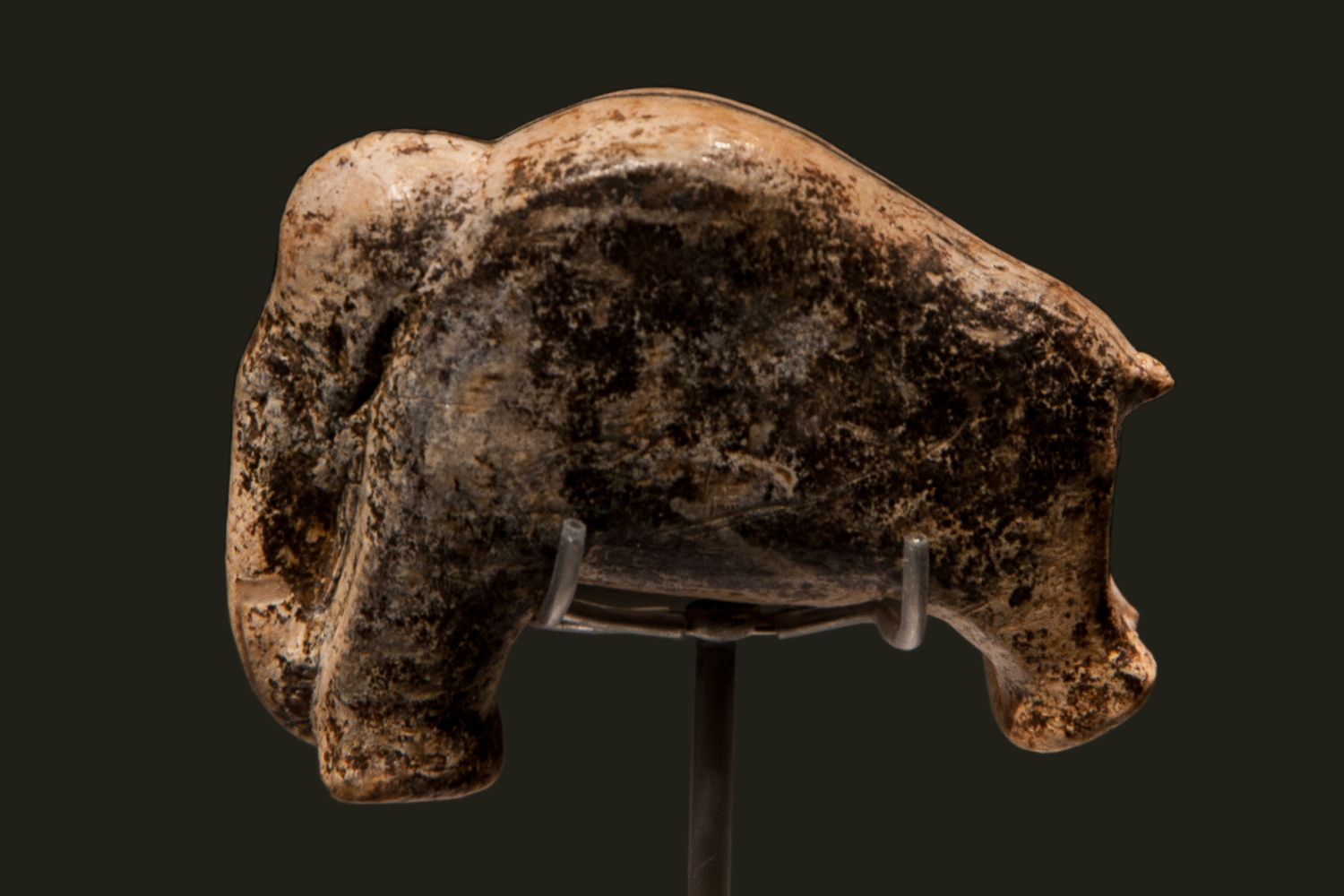
Figurine de mammouth.

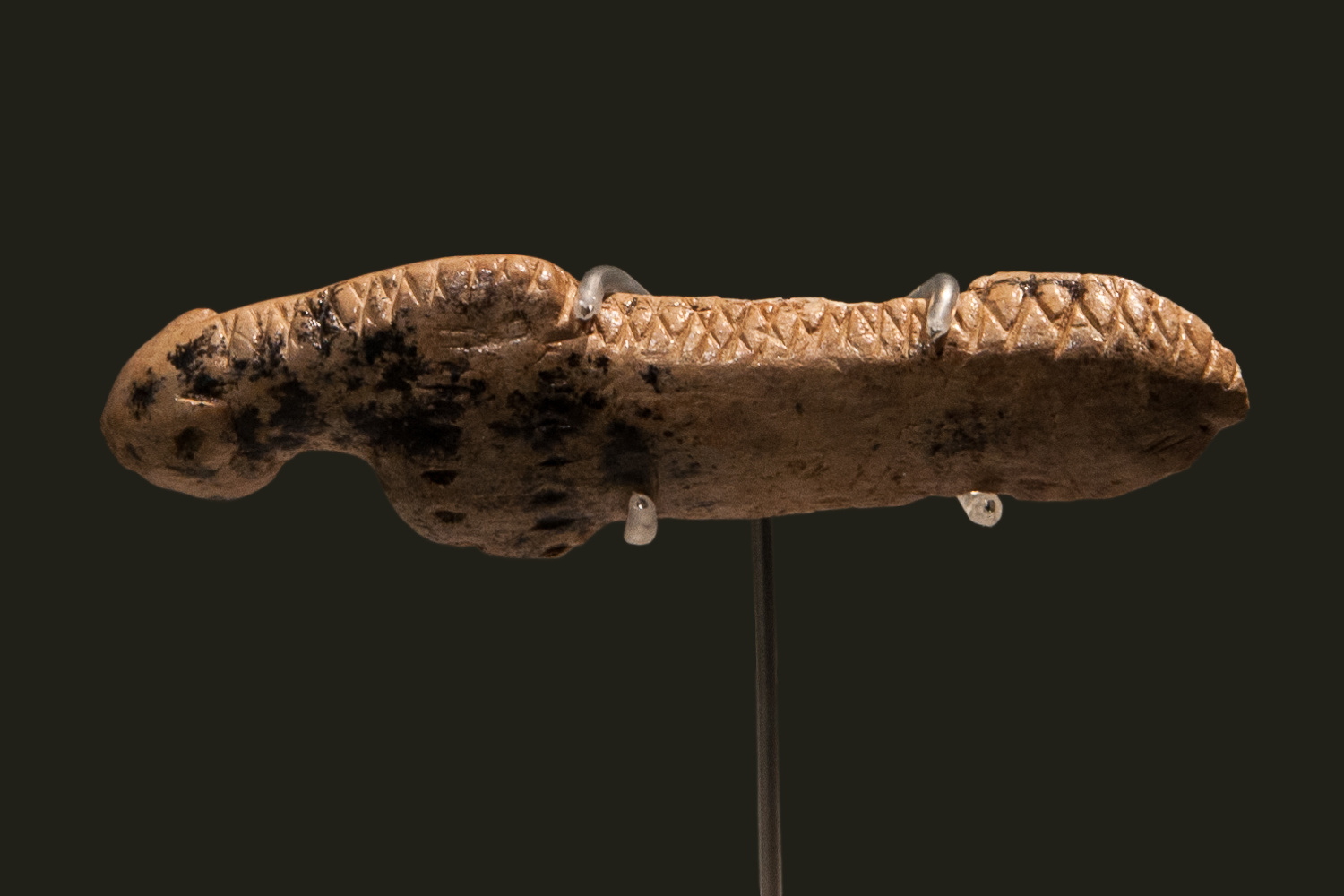
Torse de lion des cavernes. Pièce découverte en 2006.

Deux figurines mises en évidence durant la campagne de fouilles de 2005-2012 de la Vogelherd sont exposées dans le centre d'information du parc,,.
L'une des deux figurines représente un mammouth conçu en ivoire mesurant 3,7 cm de long. La pièce d'art mobilier pèse environ 7,5 grammes. La figurine a été inventoriée comme étant la plus ancienne œuvre miniature de l'humanité entièrement conservée dans son état initial,,.
La deuxième figurine, également fabriquée dans de l'ivoire, représente un torse de lion des cavernes. La pièce mesure 5,6 cm de long et date d'environ 35 000 AP.

## Thématiques

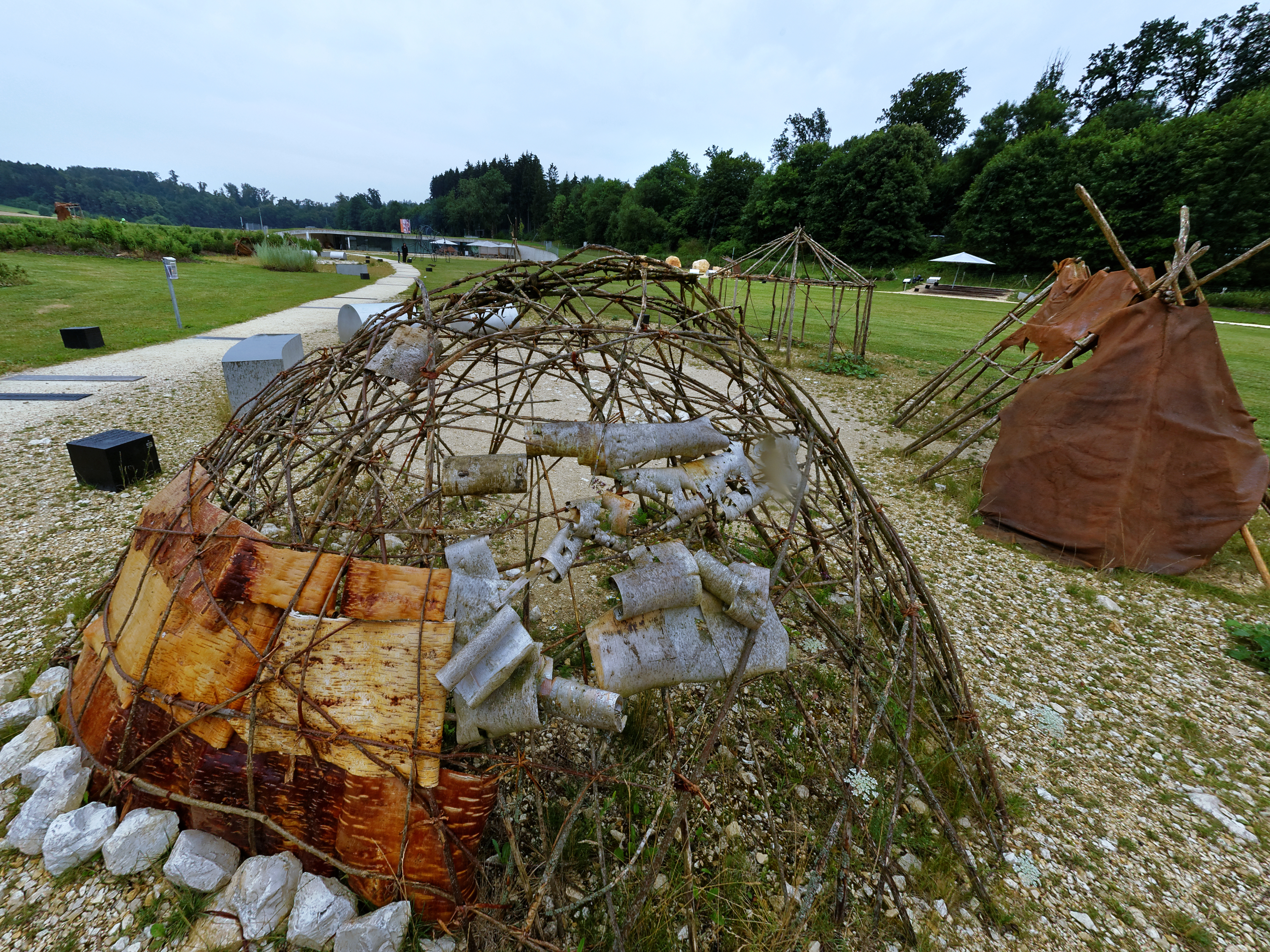
Reconstitutions de tentes datant de 40000 A.P.

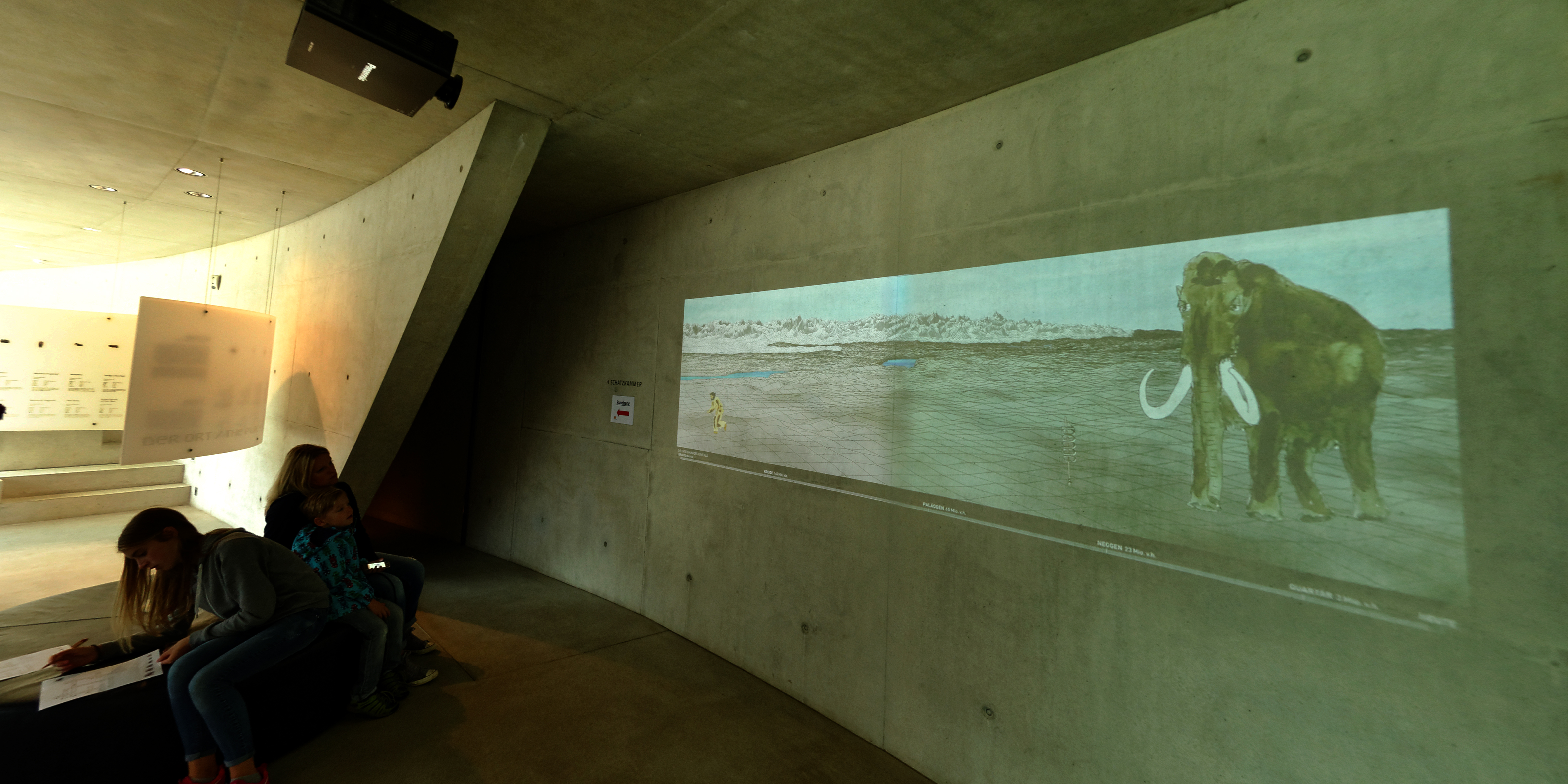
Projection d'un film documentaire sur la période de la dernière ère glaciaire.

Le concept du parc archéologique conjugue deux éléments. D'une part, via le centre d'accueil et d'information, il permet aux visiteurs d'approfondir leurs connaissances sur l'archéologie de la dernière période glaciaire et d'autre part, à travers le parcours du parc, d'« explorer et d'expérimenter le mode de vie » durant la période du Paléolithique.
Le complexe de Vogelherd propose aux visiteurs des visites guidées sur les chantiers de fouilles, des reconstitution préhistoriques et des ateliers pédagogiques autour des thèmes du Paléolithique et des découvertes réalisées dans les six grottes faisant partie du bien patrimonial Grottes et l’art de la période glaciaire dans le Jura souabe,,,.
En novembre 2018, un circuit touristique, appelé Hermann-Mohn-Rundweg — faisant référence au patronyme du découvreur de la Vogelherd, Hermann Mohn —, a été mis en place dans le parc archéologique. Ce parcours ciculaire permet aux visiteurs du parc archéologique de retracer l'historique des découvertes et fouilles de la Vogelherd réalisées en 1931.